# José Carlos Diéguez
José Carlos Diéguez Bravo (Córdoba, Argentina, 6 de diciembre de 1936 — 25 de agosto de 2005) fue un futbolista argentino que se desempeñaba como delantero.

## Clubes
| Clubes                          |  | País      | Año       |
| ------------------------------- |  | --------- | --------- |
| Club Almagro                    |  | Argentina | 1955-1957 |
| Sevilla F. C.                   |  | España    | 1958-1967 |
| R. S. Gimnástica de Torrelavega |  | España    | 1967-1968 |
| Real Oviedo                     |  | España    | 1968-1969 |
| U. E. Sant Andreu               |  | España    | 1969-1971 |